# 다이내믹 부산
다이내믹 부산은 부산광역시의 시정종합정보지이다. 1977년 1월 <부산시보>로 창간되었으며, 2011년 7월 6일자인 1482호부터 제호가 변경되었다. 주 1회, 매주 수요일에 발행되고 있으며, 2016년 5월 25일 현재 1730호가 발간되었다. 부산시 통합 콘텐츠 플랫폼 '함께 나누고 싶은 부산이야기'에서 1호부터 PDF 파일을 볼 수 있다.